# 田亞丹
田亞丹（1908年10月27日—1977年10月4日），諱光燦，字亞丹。湖北省漢陽縣新農鎮黃陵村田壪人。民國40年（1951年）遞補當選第一屆立法委員

## 生平[1][2][3]
- 漢陽高工
- 中央軍校六期，十八年卒業
- 革命實踐研究院第十八期、中央訓練團黨政班二十八期
- 漢口市總工會常務理事
- 漢口市參議員
- 漢口市總工會整理委員會主席
- 漢口市警局副局長
- 湖北省警衛總隊上校支隊長
- 重慶市保安警察總隊代總隊長、重慶市第十一分局長
- 美國賓夕法尼亞州警察學校畢業
- 湖北省水上警察局局長
- 中華民國全國總工會常務理事
- 民國40年5月18日，遞補工會中區立法委員[4][5][6]
- 民國66年10月4日，病故[7]